# Ebony Clark
Ebony Clark es el seudónimo que utiliza Cristina Carvias Carrillo (junio de 1972 en El Aaiún, Sahara Español), una escritora española de novelas románticas desde 2008. Es miembro de la Asociación de Autoras Románticas de España (ADARDE).

## Biografía
Nació en 1972 en El Aaiún, Sahara Español, dónde su padre un militar español, estaba destinado. Es la penúltima de siete hermanos, y cuando tenía 2 años su familia se trasladó a las Islas Canarias. Lleva escribiendo desde los 17 años, aunque no logró publicar su primera novela hasta 2008. Escribe tanto novelas contemporáneas ocomo históricas.

### Como Ebony Clark

#### Novelas independientes
- Lección de amor (2008/09)
- Quédate conmigo (2009/06)
- Fugitiva (2010/06)
- El club de la orquídea (2011/03)
- Un angel para mi

#### Cuentos en Antologías
1. Cuentos para mil y una noches de amor -Historias de Navidad- (2009/12) (con Elizabeth Butler, Sienna Anderson, Arlette Geneve y Claudia Velasco)